# Deinbollia macrantha
Espèce
Deinbollia macrantha est une espèce de petit arbre de la famille des Sapindaceae.

## Description
Il s'agit d'un petit arbre ramifié appartenant aux feuilles composées de 1 m de longueur ; les folioles lancéolées et acuminées, le limbe chartacé, vert jaunâtre, sub-sessiles. L'inflorescence est ramifiée et les boutons floraux glabres.

## Répartition
On la trouve au Cameroun et à Madagascar.

## Sources
- Deinbollia macrantha Radlk, in GBIF Secretariat (2017), GBIF Backbone Taxonomy, Checklist Dataset GBIF.org
- Fouilloy R., Hallé N., Flore du Cameroun No 16; Sapindacées, Muséum National d'Histoire Naturelle, Paris, 1973, 202 p.
- The Plant List (2013). Version 1.1.